# Tentativa de golpe de Estado na Costa do Marfim em 2001
A tentativa de golpe de Estado na Costa do Marfim em 2001, também conhecida como Conspiração da Mercedes Negra (em francês:  Complot de la Mercedes noire), foi um golpe de Estado fracassado na Costa do Marfim realizado por facções dissidentes das Forças Armadas Marfinenses com o objetivo de derrubar o governo de Laurent Gbagbo.

## Desenrolar
A tentativa de golpe começou na noite de 7 de Janeiro, quando as forças rebeldes lançaram ataques às instalações de radiodifusão estatais e à residência presidencial em Abidjan, transmitindo a mensagem "Queridos compatriotas, queridos costa-marfinenses. O país sofreu outra mudança." depois de assumir com sucesso as estações de transmissão.
Os confrontos que se seguiram entre as forças governamentais e os militares dissidentes deixaram pelo menos seis mortos, incluindo dois agentes da polícia. As forças rebeldes são derrotadas e expulsas das estações de rádio estatais da cidade. Nas estações de rádio retomadas, os ministros do governo emitiram uma transmissão tranquilizando o país de que a tentativa de golpe tinha sido frustrada. Foi imposto um recolher obrigatório de três dias na sequência da da intentona golpista e o Aeroporto Port Bouet também foi temporariamente fechado. No final, as forças governamentais prenderam quarenta soldados envolvidos na tentativa de golpe e detiveram-nos.
A tentativa de golpe, liderada por Ibrahim Coulibaly, é conhecida como Conspiração da Mercedes Negra, em homenagem ao veículo de comando utilizado pelo líder golpista.

## Consequências
O governo acusa os partidários de Alassane Ouattara, que foi desqualificado para participar nas eleições presidenciais marfinenses de 2000, de estarem por trás da tentativa de golpe, sugerindo que os motivos potenciais poderiam ser o descontentamento pela sua exclusão das eleições devido a reivindicações contestadas de nascimento estrangeiro. O porta-voz do Reagrupamento dos Republicanos de Quattara negou tal envolvimento, afirmando: "Entendemos a insinuação, penso que eles poderiam tirar vantagem de uma situação como esta para acertar contas connosco."